# Hans-Hermann Jantzen
Hans-Hermann Jantzen (* 28. September 1945 in Polle an der Weser) ist ein deutscher lutherischer Theologe. Er war von 1997 bis 2011 Landessuperintendent für den Sprengel Lüneburg der Evangelisch-lutherischen Landeskirche Hannovers und zusätzlich von 2010 bis 2011 Bischofsvikar seiner Landeskirche.

## Leben und Wirken
Hans-Hermann Jantzen wuchs als Sohn des evangelischen Superintendenten in Cadenberge auf und ist seit 1956 Mitglied des Verbands Christlicher Pfadfinderinnen und Pfadfinder. Nach dem Abitur am Athenaeum Stade studierte er von 1965 bis 1970 evangelische Theologie an den Universitäten Göttingen und Tübingen. Nach dem Ersten Theologischen Examen verbrachte er ein Studienjahr in Dallas in Texas/USA.
In den Jahren 1971 bis 1973 absolvierte Jantzen sein Vikariat in Hildesheim und bestand 1973 das Zweite Theologische Examen.
1973 übernahm Jantzen seine erste Pfarrstelle in Lehrte bei Hannover und ging von dort im Jahre 1980 nach Hildesheim, wo er als Studieninspektor am Predigerseminar St. Michaelis tätig wurde.
Im Jahre 1986 erhielt Hans-Hermann Jantzen die Ernennung als Pastor an die Petrikirche in Göttingen-Grone und gleichzeitig als Superintendent des Kirchenkreises Göttingen-Nord. Nach elfjähriger Amtszeit dort wurde er – in Nachfolge von Hans-Christian Drömann – 1997 zum Landessuperintendenten des Sprengels Lüneburg der Evangelisch-lutherischen Landeskirche Hannovers berufen und war als solcher Mitglied im Bischofsrat seiner Landeskirche.
Am 25. Februar 2010 wurde Jantzen nach dem Rücktritt der Landesbischöfin Margot Käßmann vom Kirchensenat zum Bischofsvikar berufen und damit mit der kommissarischen Leitung der Landeskirche beauftragt. Seine Verabschiedung als Landessuperintendent in den Ruhestand war ursprünglich für den 26. September 2010 geplant. Am 13. März 2011 wurde Jantzen in den Ruhestand verabschiedet. Seine Aufgabe als Bischofsvikar endete am 26. März 2011 mit dem Amtsantritt des neu gewählten Bischofs Ralf Meister.
Jantzen ist mit der Zahnärztin Ursel Jantzen verheiratet und hat zwei erwachsene Kinder.

## Sonstige Funktionen
- Mitglied im Missionsausschuss und im Geschäftsführenden Ausschuss des Evangelisch-lutherischen Missionswerkes in Niedersachsen (ehemals: Hermannsburger Mission) in Hermannsburg
- Vorsitzender des Arbeitskreises Heide im Kirchlichen Dienst in Freizeit, Erholung und Tourismus
- Vorsitzender des Vorstandes der Evangelischen Stiftung Krankenhaus Ginsterhof in Tötensen

## Schriften
- mit Gerhard Isermeyer: Die Einstellung von Ärzten und Pflegepersonal zur Krankenhausseelsorge, Pastoralsoziologische Arbeitsstelle der Ev.-Luth. Landeskirche Hannovers, Hannover 1975
- als Herausgeber: Die Bürgerkanzel in St. Nicolai Lüneburg: Reden von 1999 bis 2005, Landeszeitung für die Lüneburger Heide, Lüneburg 2006, ISBN 3-922639-09-7